# Шэда, Зак
Закари Дэвид «Зак» Шэда (англ. Zachary David «Zack» Shada, род. 25 ноября 1992, Бойсе, Айдахо, США) — американский актёр кино и телевидения. Наиболее известен ролью Ника Дэвиса в серии телефильмов «Джейн Доу».

## Биография
Закари Дэвид Шэда родился 25 ноября 1992 года в городе Бойсе (Айдахо, США). Его братья, Джош и Джереми, тоже актёры. Свою актёрскую карьеру начал в 2002 году c сериала «Как сказал Джим», но пока известен как Ник Дэвис из серии телефильмов «Джейн Доу».

## Фильмография
| Фильмы      | Фильмы                                              | Фильмы                 | Фильмы                |
| Год         | Фильм                                               | Роль                   | Примечания            |
| ----------- | --------------------------------------------------- | ---------------------- | --------------------- |
| 2003        | Ангелы Чарли: Только вперёд                         | Тощий в детстве        |                       |
| 2005        | Джейн Доу: Исчезновение                             | Ник Дэвис              | телефильм             |
| 2005        | Джейн Доу: Опасные игры                             | Ник Дэвис              | телефильм             |
| 2005        | Джейн Доу: Любовь до гроба                          | Ник Дэвис              | телефильм             |
| 2005        | Джейн Доу: Неизвестное лицо                         | Ник Дэвис              | телефильм             |
| 2006        | Джейн Доу: Да, я хорошо это помню                   | Ник Дэвис              | телефильм             |
| 2006        | Джейн Доу: Чем выше залезешь, тем больнее падать    | Ник Дэвис              | телефильм             |
| 2006        | Ледниковый период 2: Глобальное потепление          | дополнительные голоса  |                       |
| 2006        | Развод по-американски                               | Mad Dawg Killa         | голос                 |
| 2006        | Гроза муравьёв                                      | мальчик блондин        | голос                 |
| 2007        | Star and Stella Save the World                      | Брэндон                | телефильм             |
| 2007        | Disney Princess Enchanted Tales: Follow Your Dreams | Хаким                  | голос                 |
| 2007        | Джейн Доу: Неразрывные связи                        | Ник Дэвис              | телефильм             |
| 2007        | Джейн Доу: Как избавиться от начальника             | Ник Дэвис              |                       |
| 2008        | Джейн Доу: Взгляд свидетеля                         | Ник Дэвис              | телефильм             |
| 2008        | Мартышки в космосе                                  | Комета                 | голос                 |
| 2010        | Мартышки в космосе: Ответный удар 3D                | Комета                 | голос                 |
| Телесериалы |                                                     |                        |                       |
| Год         | Название                                            | Роль                   | Эпизод                |
| 2002        | Как сказал Джим                                     | юный Пирсон            | «Father Disfigure»    |
| 2003        | Безумное телевидение                                | Crippled Boy           | «Эпизод #9.10»        |
| 2004        | The John Henson Project                             | Coach Bobby Knight     | «Maid in France»      |
| 2005        | Лига справедливости                                 | голос юного Скотта Фри | «The Ties That Bind»  |
| 2006        | Остаться в живых                                    | юный Лиам Пэйс         | «Fire + Water»        |
| 2007        | Остаться в живых                                    | юный Лиам Пэйс         | «Greatest Hits»       |
| 2007        | Бэтмен                                              | голос мальчика         | «Ring Toss»           |
| 2008        | Волшебники из Вэйверли Плэйс                        | Джоэ                   | «Smarty Pants»        |
| 2008        | Волшебники из Вэйверли Плэйс                        | Джоэ                   | «Graphic Novel»       |
| 2008        | Волшебники из Вэйверли Плэйс                        | Джоэ                   | «Racing»              |
| 2008        | Random! Cartoons                                    | голос Фина             | «Adventure Time»      |
| 2009        | Анатомия страсти                                    | Энди Майклсон          | «Good Mourning»       |
| 2009        | Анатомия страсти                                    | Энди Майклсон          | «Goodbye»             |
| 2010        | Бэтмен: храбрые и смелые                            | голос Аквалэда         | «Sidekicks Assemble!» |

## Награды и номинации
| Награда            | Год  | Категория                                                                      | Результат | Работа                       |
| ------------------ | ---- | ------------------------------------------------------------------------------ | --------- | ---------------------------- |
| Young Artist Award | 2008 | Best Performance in a TV Movie, Miniseries or Special — Supporting Young Actor | Победа    | Джейн Доу: Неразрывные связи |